# Primeira missa no Brasil

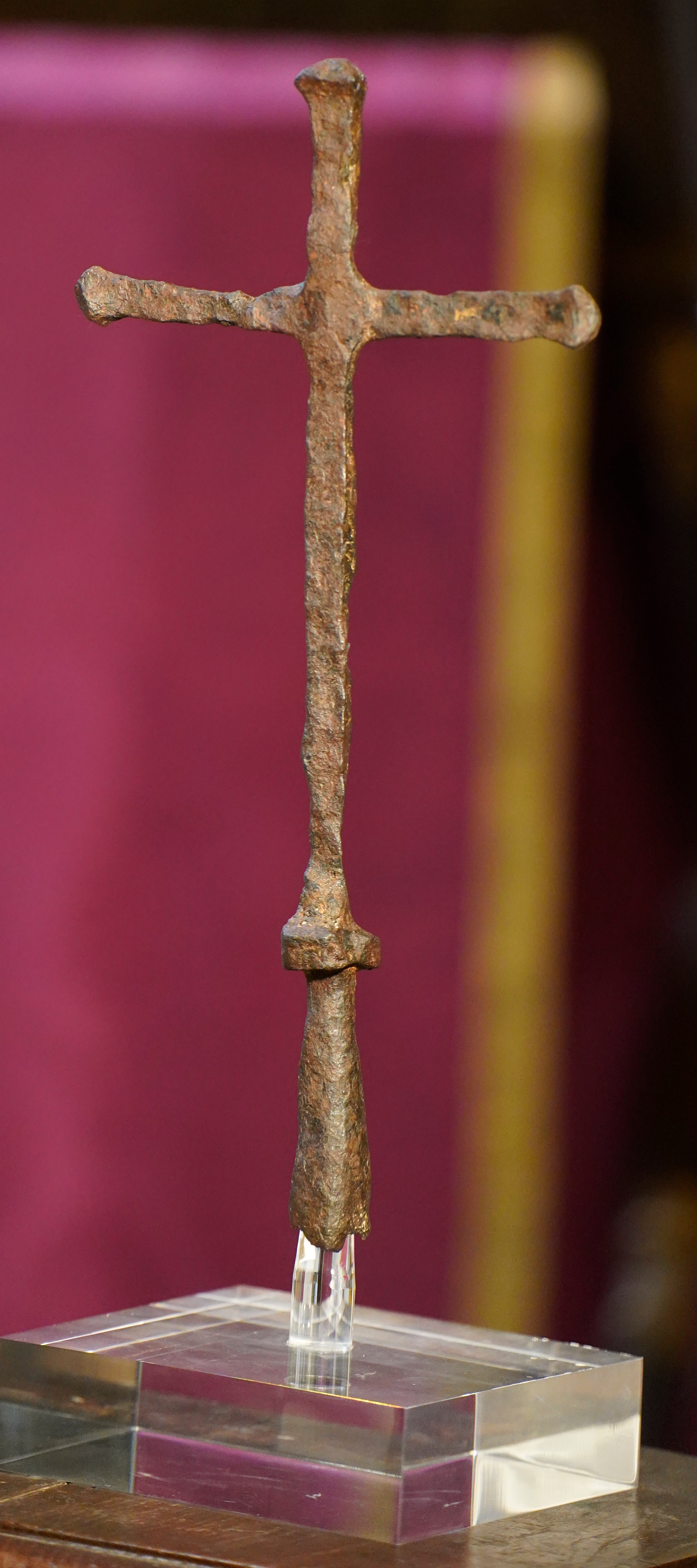
Cruz usada na primeira missa no Brasil, atualmente no Tesouro-Museu da Sé de Braga

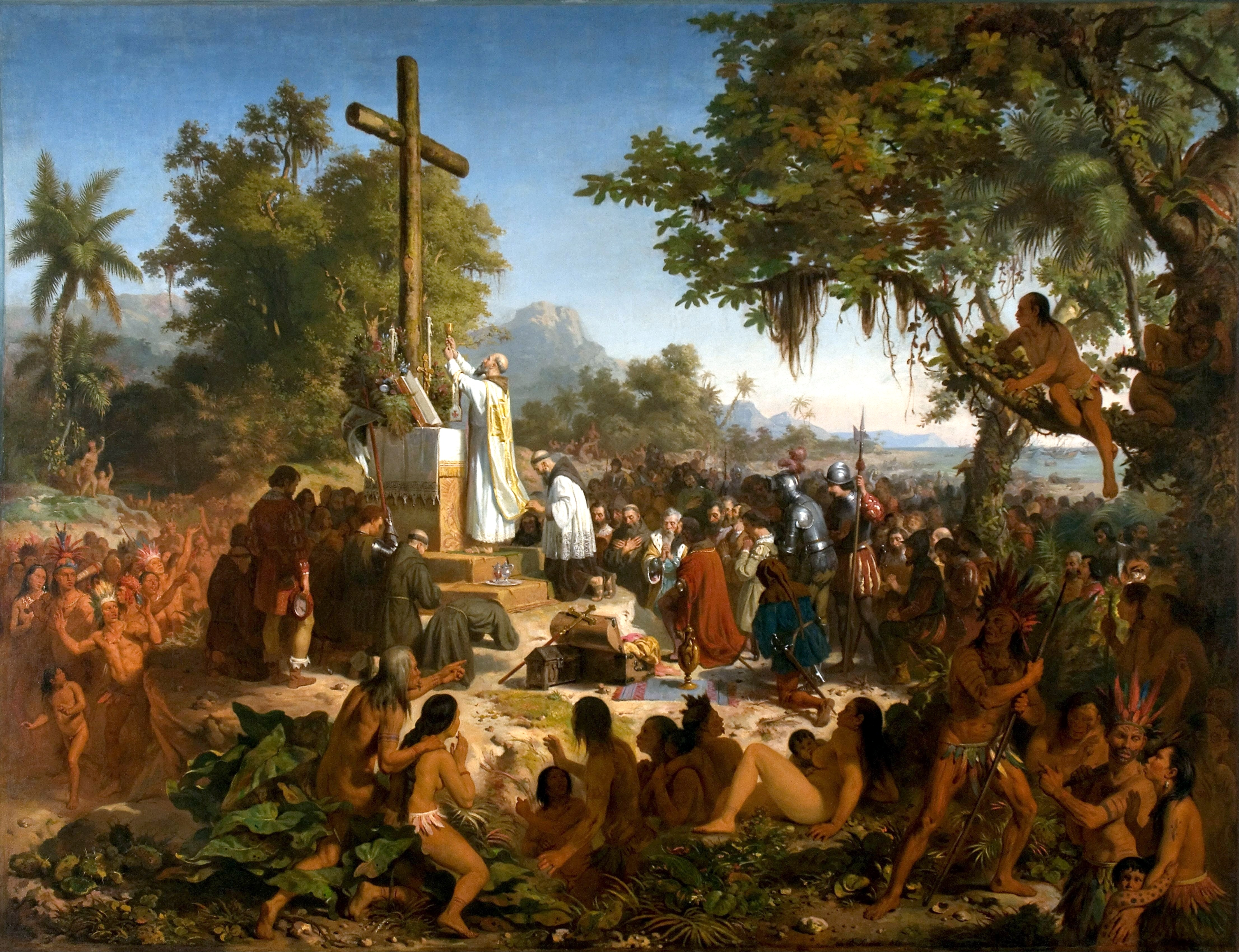
A Primeira Missa no Brasil, quadro de Victor Meirelles (1860)

A primeira missa no Brasil foi celebrada por Henrique de Coimbra, frade e bispo português, no dia 26 de abril de 1500 (6 de maio, no calendário atual), um domingo, na praia da Coroa Vermelha, em Santa Cruz Cabrália, no litoral sul da Bahia. 

## História
Foi um marco para o início da História do Brasil e descrita por Pero Vaz de Caminha em sua carta enviada ao rei de Portugal, D. Manuel I (1469-1521), dando conta da chegada ao Brasil, então Ilha de Vera Cruz, pela armada de Pedro Álvares Cabral que se dirigia à Índia.
Participaram da missa os portugueses que faziam parte da expedição, cuja maioria era composta por marinheiros. Cabral e Caminha também estavam presentes. Pero Vaz de Caminha fez este relato interessante:
| “ | Ao domingo de Pascoela pela manhã, determinou o Capitão de ir ouvir missa e pregação naquele ilhéu. Mandou a todos os capitães que se aprestassem nos batéis e fossem com ele. E assim foi feito. Mandou naquele ilhéu armar um esperável, e dentro dele um altar mui bem corregido. E ali com todos nós outros fez dizer missa, a qual foi dita pelo padre frei Henrique, em voz entoada, e oficiada com aquela mesma voz pelos outros padres e sacerdotes, que todos eram ali. A qual missa, segundo meu parecer, foi ouvida por todos com muito prazer e devoção. Ali era com o Capitão a bandeira de Cristo, com que saiu de Belém, a qual esteve sempre levantada, da parte do Evangelho. Acabada a missa, desvestiu-se o padre e subiu a uma cadeira alta; e nós todos lançados por essa areia. E pregou uma solene e proveitosa pregação da história do Evangelho, ao fim da qual tratou da nossa vinda e do achamento desta terra, conformando-se com o sinal da Cruz, sob cuja obediência viemos, o que foi muito a propósito e fez muita devoção. Enquanto estivemos à missa e à pregação, seria na praia outra tanta gente, pouco mais ou menos como a de ontem, com seus arcos e setas, a qual andava folgando. E olhando-nos, sentaram-se. E, depois de acabada a missa, assentados nós à pregação, levantaram-se muitos deles, tangeram corno ou buzina, e começaram a saltar e dançar um pedaço. | ” |

Aparentemente alguns indígenas acompanharam pacificamente a missa católica, parecendo copiar os movimentos feitos pelos portugueses, como o de se sentar. Este fato, fez com que Caminha concluísse que a futura conversão dos nativos ao catolicismo seria uma missão fácil e tranquila.
Nos dias seguintes, os portugueses tentaram mostrar para os índios o respeito que tinham com a cruz, se ajoelharam um por um e a beijaram. Alguns índios fizeram o mesmo gesto, o que fez com que fossem considerados inocentes e fáceis de evangelizar. Vaz de Caminha pede ainda para o rei que venha logo o clérigo para batizá-los a fim de conhecerem mais sobre a fé deles.
| “ | Quem sabe desses infantis visitantes guardarão tão profunda impressão do que ali observaram, que ainda um dia virão por ele atraídos fazer parte de nossa comunhão nacional? | ” |

O dia é ainda marcado como feriado, em Portugal, no município de Belmonte, terra natal de Cabral.
A cruz usada na missa está exposta no Tesouro-Museu da Sé de Braga, tendo sido usada na missa de inauguração da cidade de Brasília.

## Quadro de Victor Meirelles
No século XIX, o momento foi retratado no quadro A Primeira Missa no Brasil, uma das principais obras do artista Victor Meireles. A pintura, datada de 1860, foi inspirada na Carta de Pero Vaz de Caminha, redigida mais de três séculos antes.
O quadro foi classificado e exposto no Salon da École des Beaux-Arts em 1861.